# Aulostomoidea
Aulostomoidea — надродина іглицеподібних риб.

## Поширення
Види Aulostomoidea живуть по всьому світу в тропічних і субтропічних морях, особливо біля узбережжя в скелястих і коралових рифах.

## Опис
Це дуже витягнуті риби, які можуть досягати довжини від 75 см до 1,7 метрів. Мають трубчастий рот, придатний для смоктання, який беззубий або має дуже маленькі зуби. Чотири передні хребці подовжені. На спині відразу за головою три добре розвинені кістки утворюють шийну пластинку. У плечовому поясі присутній post cleitrum. Число брангіостегальних променів зазвичай чотири-п'ять, рідше три. Черевні плавці підтримуються шістьма, рідше п'ятьма м'якими променями. Бічна лінія добре розвинена або відсутня.

## Родини
Надродина включає дві родини:
- Aulostomidae — 3 види;
- Fistularidae — 4 види.